# (Дикислород)бис(трифенилфосфин)платина
(Дикислород)бис(трифенилфосфин)платина — металлоорганическое соединение
платины
с формулой Pt(O2)[P(C6H5)3]2,
буро-красные кристаллы.

## Получение
- Пропускание кислорода через бензольный раствор тетракис(трифенилфосфин)платины:

{\displaystyle {\mathsf {2Pt[P(C_{6}H_{5})_{3}]_{4}+4O_{2}+3C_{6}H_{6}\ {\xrightarrow {}}\ }}}
{\displaystyle {\mathsf {\ {\xrightarrow {}}\ 2Pt(O_{2})[P(C_{6}H_{5})_{3}]_{2}\cdot 1,5C_{6}H_{6}+4(C_{6}H_{5})_{3}PO}}}

## Физические свойства
(Дикислород)бис(трифенилфосфин)платина образует буро-красные кристаллы.
Не растворяется в воде, бензоле, алифатических углеводородах.
Растворяется в этаноле и ацетоне.
С бензолом образует аддукт вида Pt(O2)[P(C6H5)3]2•1,5C6H6 — кристаллы
моноклинной сингонии,
пространственная группа P 21/c,
параметры ячейки a = 1,8331 нм, b = 2,2983 нм, c = 0,9311 нм, β = 92,14°, Z = 4.